# Lipce (Gdańsk)

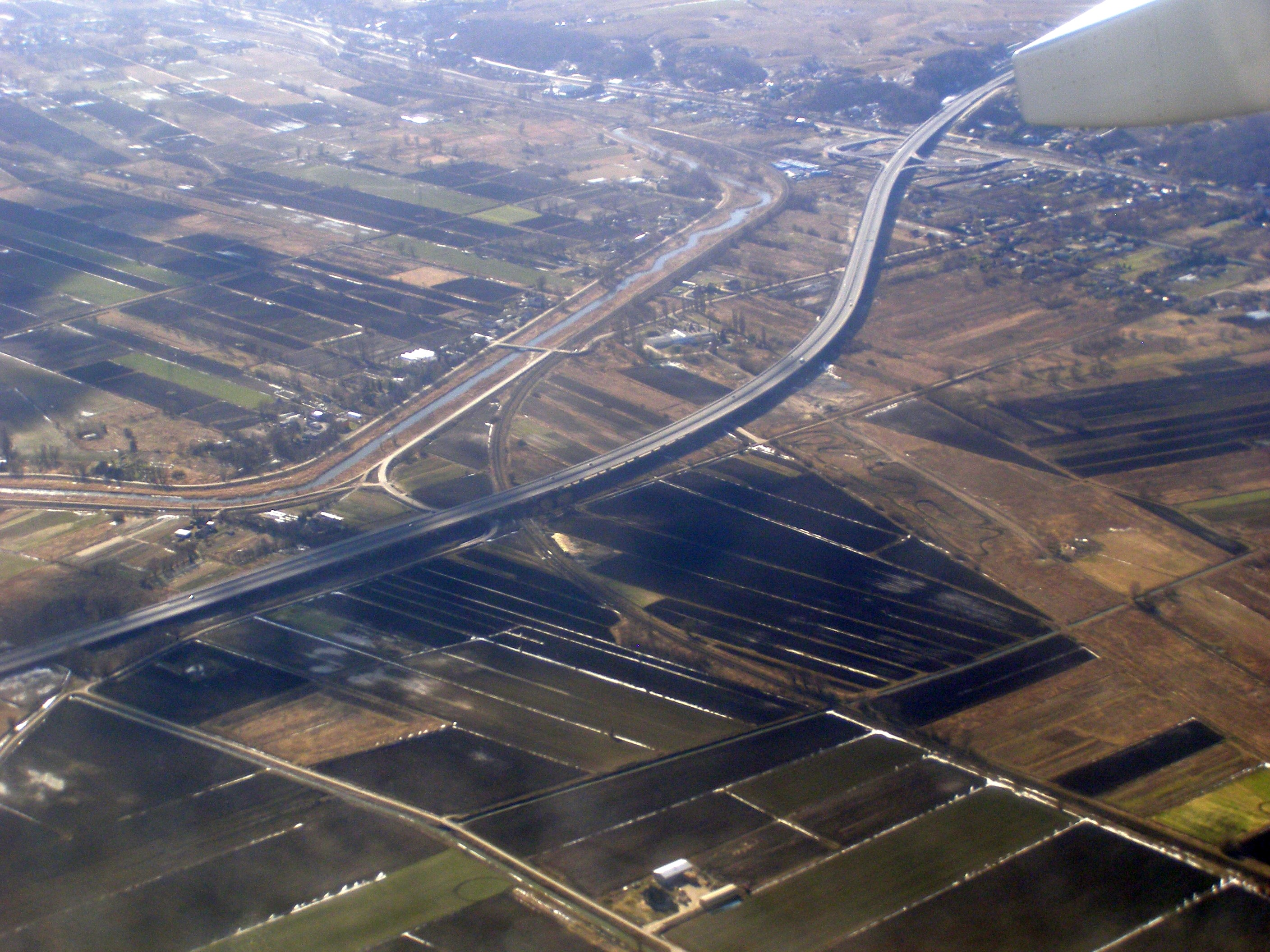
Estakada obwodnicy południowej Gdańska i węzeł Lipce.

Lipce (dawniej: Lipicz, kaszb. Lëpicz, niem. Guteherberge) – część Gdańska w dzielnicy Orunia-Św. Wojciech-Lipce, położona nad Radunią i Kanałem Raduni.

## Położenie administracyjne
Lipce zostały przyłączone w granice administracyjne miasta 15 stycznia 1954. Należą
do okręgu historycznego Niziny. Obecnie znajdują się w dzielnicy Orunia-Św. Wojciech-Lipce.

### Sąsiednie jednostki
- od północy: Orunia, Dolnik
- od zachodu: Maćkowy
- od wschodu: Niegowo, Dolnik
- od południa: św. Wojciech, Ostróżek, Niegowo

## Warunki geograficzne
Dzielnica Orunia-św. Wojciech-Lipce jest położona na granicy dwóch mezoregionów – Pojezierza Kaszubskiego i Żuław Wiślanych. Widać to także w położeniu Lipiec. Kanał Raduni dzieli je na dwie części. Zachodnią część górną ze wzniesieniami oraz wschodnią część nizinną na której występuje depresja.

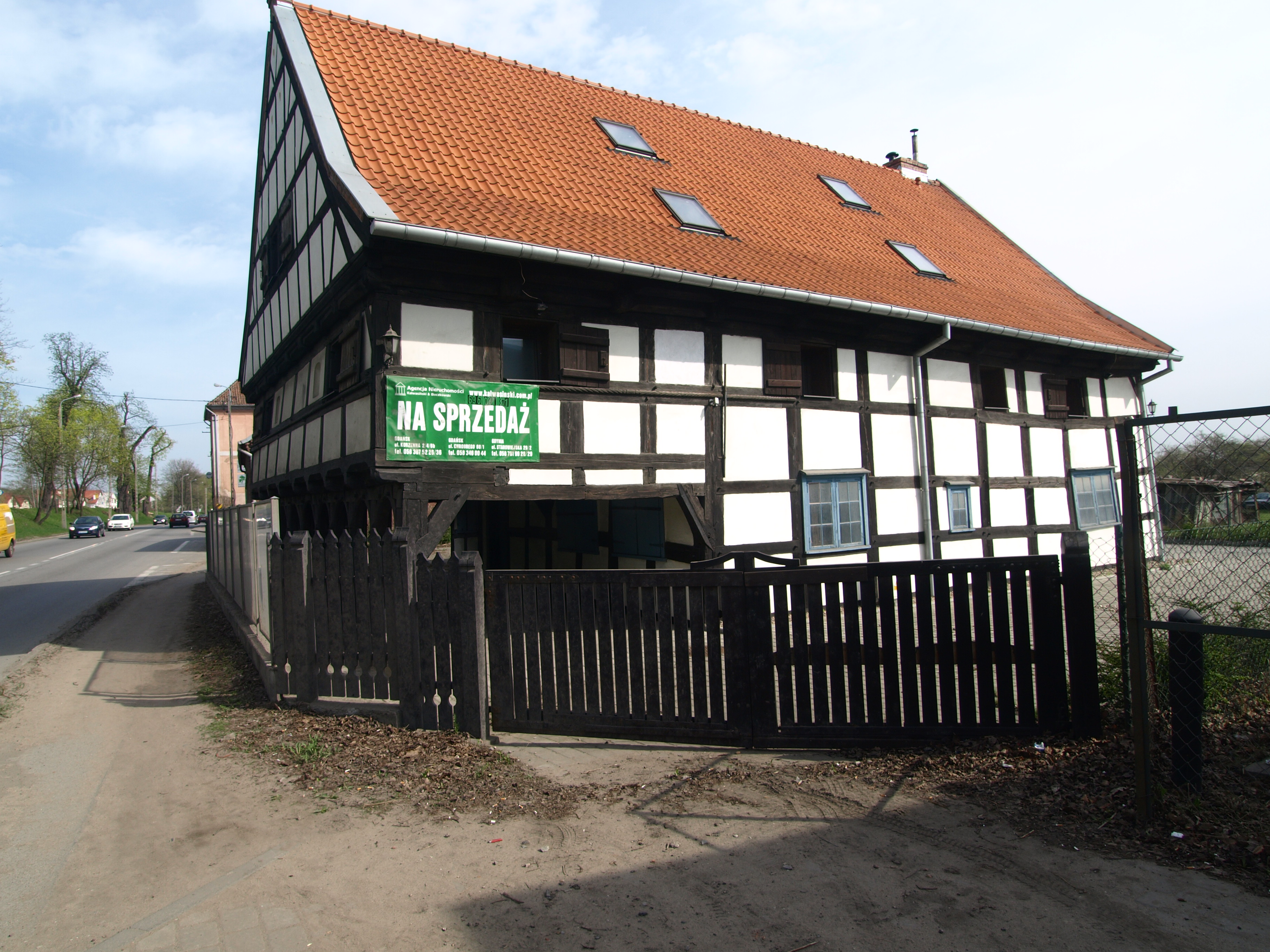
Lwi Dwór z połowy XVII wieku

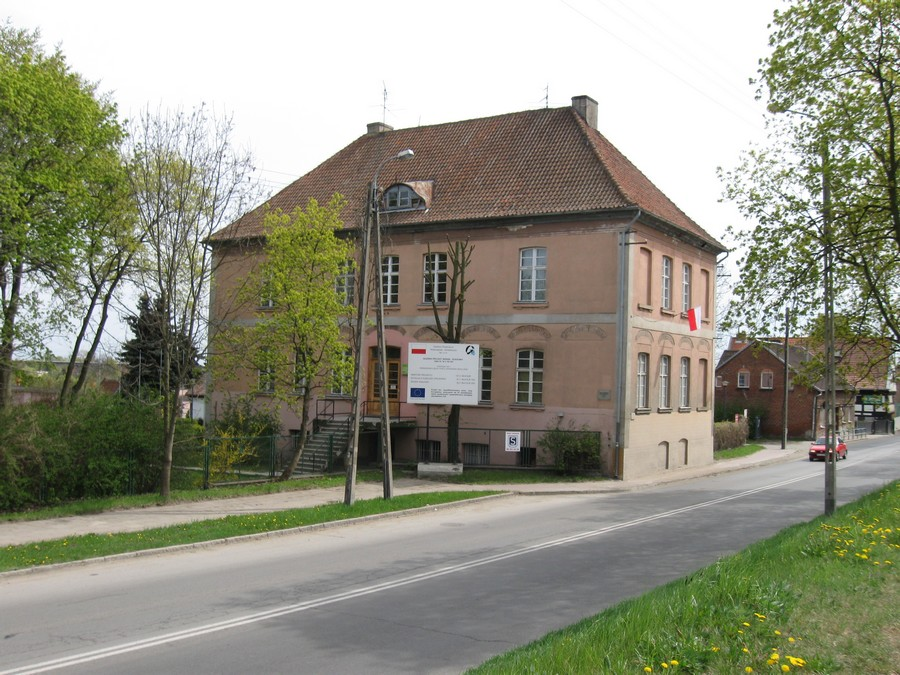
Dwór Ferberów

## Historia
Dawne nazwy: Lepitz; Lipcze (1315), Guteherberge; Gudeherbrige (1454); Lipicz (ok. 1885).
Według hipotez na terenie Lipiec mógł istnieć w X wieku port morski. Nizinne tereny tej części Żuław Gdańskich znajdowały się wtedy pod wodą. W latach 30. na tym terenie odkryto kilka łodzi pomorskich. Nazwa miejscowości może też pochodzić od słowa lepa oznaczającego dogodne miejsce do cumowania.
Od 1454 było to patrymonium Gdańska. Wieś należąca do Gdańskiej Wyżyny terytorium miasta Gdańska położona była w drugiej połowie XVI wieku w województwie pomorskim.
Niemiecka nazwa Guteherberge oznacza dobry zajazd. Lipce były popularnym miejscem postoju na trakcie do Gdańska. Tutaj w 1677 gościł Jan III Sobieski. 9 lipca 2001 miała miejsce powódź w Gdańsku. Lipce zostały zalane. W 2009 wyburzono budynek Szkoły Podstawowej nr 41.

## Obiekty
- Lwi Dwór najstarszy w Polsce dom podcieniowy wybudowany w 1600 roku[6], Trakt św. Wojciecha 297
- Dwór Ferberów[7]
- Park Ferberów
- Ujęcie wody pitnej Gdańsk-Lipce
- Ośrodek sportów konnych „Lipce”
- Pomorski Ośrodek Doradztwa Rolniczego
- Zajazd Lipce

## Transport i komunikacja

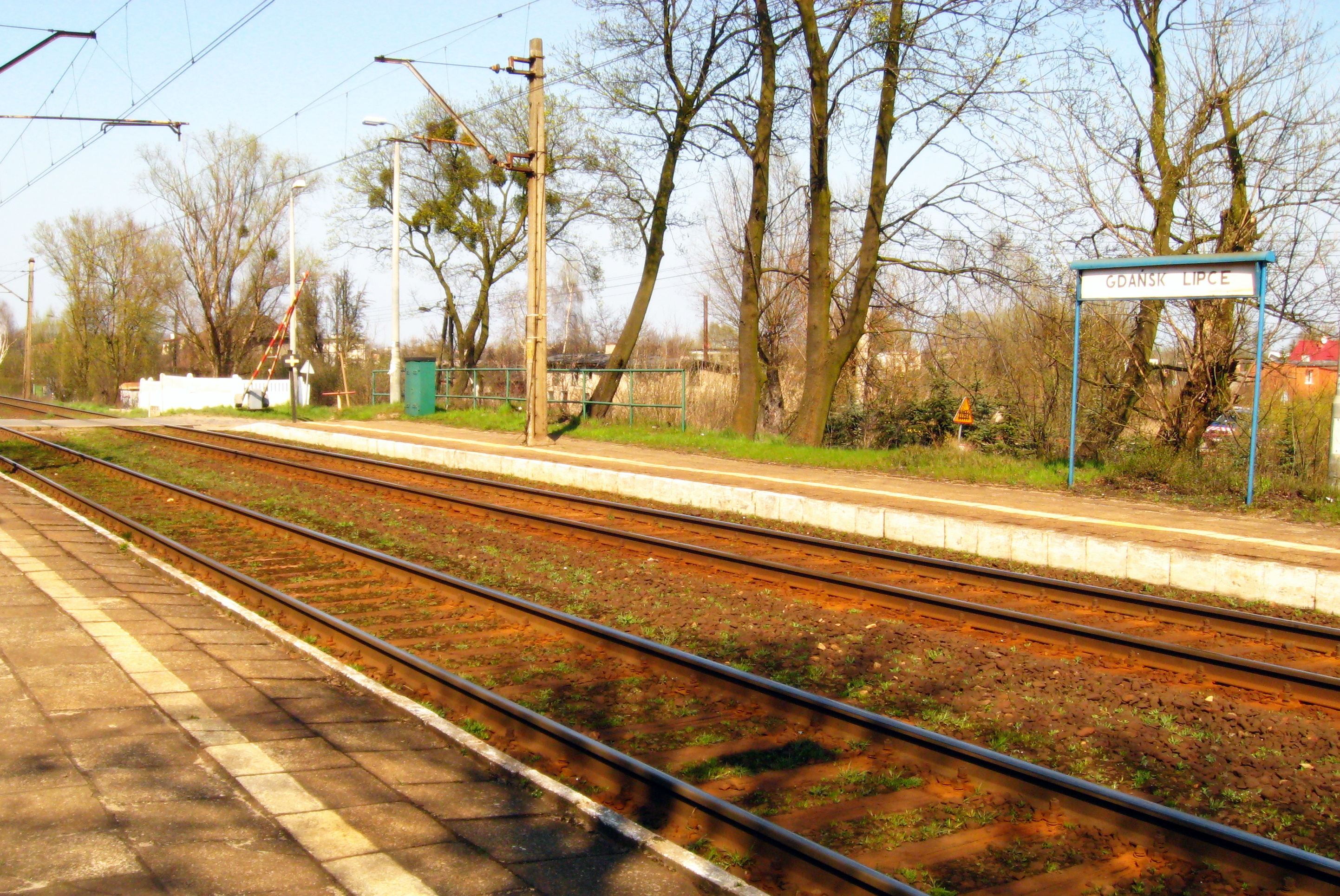
Przystanek Gdańsk Lipce przed przebudową

Lipce są położone nad ulicą Trakt św. Wojciecha, czyli drogą krajową nr 1 (E75). Przechodzi ona południkowo przez osiedle.
Połączenie z centrum miasta umożliwiają autobusy miejskie.
Przez Lipce przebiegają linia kolejowa nr 9 oraz towarowa linia kolejowa nr 226 Pruszcz Gdański – Gdańsk Port Północny. Na trasie linii kolejowej nr 9 znajduje się przystanek kolejowy Gdańsk Lipce.
W związku z budową południowej obwodnicy Gdańska, przebiegającej przez Lipce z zachodu na wschód, w miejscu przecięcia z Traktem św. Wojciecha w latach 2011–2012 powstał Węzeł Gdańsk Lipce – węzeł typu WB łączący obwodnicę z Traktem św. Wojciecha, który należy do ciągu drogi krajowej nr 91 łączącej Gdańsk z Toruniem.